# Велішев (гміна)
Гміна Велішев (пол. Gmina Wieliszew) — сільська гміна у центральній Польщі. Належить до Леґьоновського повіту Мазовецького воєводства.
Станом на 31 грудня 2011 у гміні проживало 11610 осіб.

## Площа
Згідно з даними за 2007 рік площа гміни становила 102.23 км², у тому числі:
- орні землі: 53.00%
- ліси: 25.00%

Таким чином, площа гміни становить 26.22% площі повіту.

## Населення
Станом на 31 грудня 2011:
| Опис     | Загалом | Загалом | Чоловіки | Чоловіки | Жінки | Жінки |
| -------- | ------- | ------- | -------- | -------- | ----- | ----- |
| одиниця  | осіб    | %       | осіб     | %        | осіб  | %     |
| все      | 11610   | 100     | 5763     | 49.64    | 5847  | 50.36 |
| міське   | 0       | 100     | 0        |          | 0     |       |
| сільське | 11610   | 100     | 5763     | 49.64    | 5847  | 50.36 |

## Сусідні гміни
Гміна Велішев межує з такими гмінами: Леґьоново, Непорент, Новий-Двур-Мазовецький, Помехувек, Сероцьк, Яблонна.